# Poulton-le-Fylde
Poulton-le-Fylde este un oraș în comitatul Lancashire, regiunea North West, Anglia. Orașul se află în districtul Wyre a cărui reședință este.